# Ясное (озеро)
Ясное (фин. Pytäräjärvi) — озеро на территории Светогорского городского поселения Выборгского района Ленинградской области.

## Общие сведения
Площадь озера — 2,1 км², площадь водосборного бассейна — 107 км². Располагается на высоте 37,8 метров над уровнем моря.
Форма озера продолговатая: вытянуто с севера на юг. Берега каменисто-песчаные, местами заболоченные.
Через озеро протекает река Мертйоки (фин. Mertjoki), вытекающая из озёр Ворошиловского и Лебединого, и впадающая в озеро Лесогорское, из которого вытекает река Давыдовка, связанная со всей системой реки Вуоксы.
У южной оконечности располагается деревня Лосево.
Код объекта в государственном водном реестре — 01040300211102000011922.